# Andrei Petrowitsch Rjabuschkin

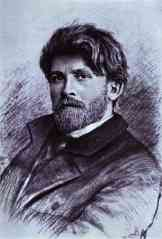
Andrei Petrowitsch Rjabuschkin

Andrei Petrowitsch Rjabuschkin (russisch Андрей Петрович Рябушкин, wiss. Transliteration Andrej Petrovič Rjabuškin; * 17. Oktoberjul. / 29. Oktober 1861greg. in Stanichnaja Sloboda im Gouvernement Tambow; † 27. Apriljul. / 10. Mai 1904greg. in Didwino) war ein russischer Maler.

## Leben
Er wurde geboren als Sohn eines Ikonenmalers. Ihm, sowie seinem älteren Bruder, der ebenfalls Ikonenmaler war, half er von frühester Kindheit an bei der Arbeit. Im Alter von 14 Jahren wurde er zur Waise. Im gleichen Jahr, 1875, trat er als einer der jüngsten Studenten aller Zeiten in die Moskauer Hochschule für Malerei, Bildhauerei und Architektur ein. Hier studierte er unter anderem bei Wassili Grigorjewitsch Perow und Illarion Michailowitsch Prjanischnikow. 1882 verließ er nach dem Tod Perows die Schule ohne Abschluss und ging nach Sankt Petersburg, wo er in die dortige Kunstakademie eintrat. Hier studierte er bei Pawel Petrowitsch Tschistjakow. Dieses Studium, das ihn persönlich enttäuschte, beendete er im Jahr 1892. Er erhielt zwar keine Auszeichnung für seine Abschlussarbeit, bekam aber ein Stipendium um sich im Ausland aus eigenen Mitteln weiterbilden zu können. Während der Zeit seines Studiums arbeitete er außerdem als Illustrator für zeitgenössische Zeitschriften Russlands.
Er ging jedoch nicht ins Ausland, sondern bereiste alte russische Städte wie Nowgorod, Kiew (Ukraine), Moskau, Uglitsch sowie Jaroslawl. Hier lernte er die Architektur, Gegenstände des volkstümlichen Handwerks, alte Waffen, Stoffe, Wandteppiche, Stickereien usw. kennen.
In den Jahren 1890, 1892 und 1894 beteiligte er sich an den Wanderausstellungen der Peredwischniki, brach aber später mit dieser Bewegung. In den 1890er Jahren, in denen er sehr wenige Aufträge für Zeichnungen, Aquarelle und Jahresausgaben für Zeitschriften erhielt, lebte und arbeitete er in Lubwino. 1901 ließ er sich im nahe gelegenen Dorf Didwino ein Atelier errichten. In den 1900er Jahren widmete er sich der russischen Landbevölkerung seiner Zeit, was sich auch in den Werken dieser Jahre niederschlug.
1903 wurde bei Rjabuschkin Lungentuberkulose diagnostiziert. Auf Anraten seiner Ärzte reiste er zur Behandlung in die Schweiz. Die dortige Behandlung blieb jedoch erfolglos, so dass er nach Russland zurückkehrte. Hier verstarb er 1904 in Didwino.
Seine bekanntesten Werke sind dem Leben der einfachen russischen Bevölkerung des 17. Jahrhunderts gewidmet. Ebenso arbeitete er an Fresken für die Sophienkathedrale in Nowgorod und Mosaiken für die Auferstehungskirche in Sankt Petersburg. Rjabuschkin ist weiterhin für seine Genrebilder und seine Historiengemälde bekannt. Seine Werke Russische Frauen des 17. Jahrhunderts in der Kirche sowie Die Kaufmannsfamilie wurden auf der Weltausstellung in Paris ausgezeichnet.

## Werke (Auswahl)

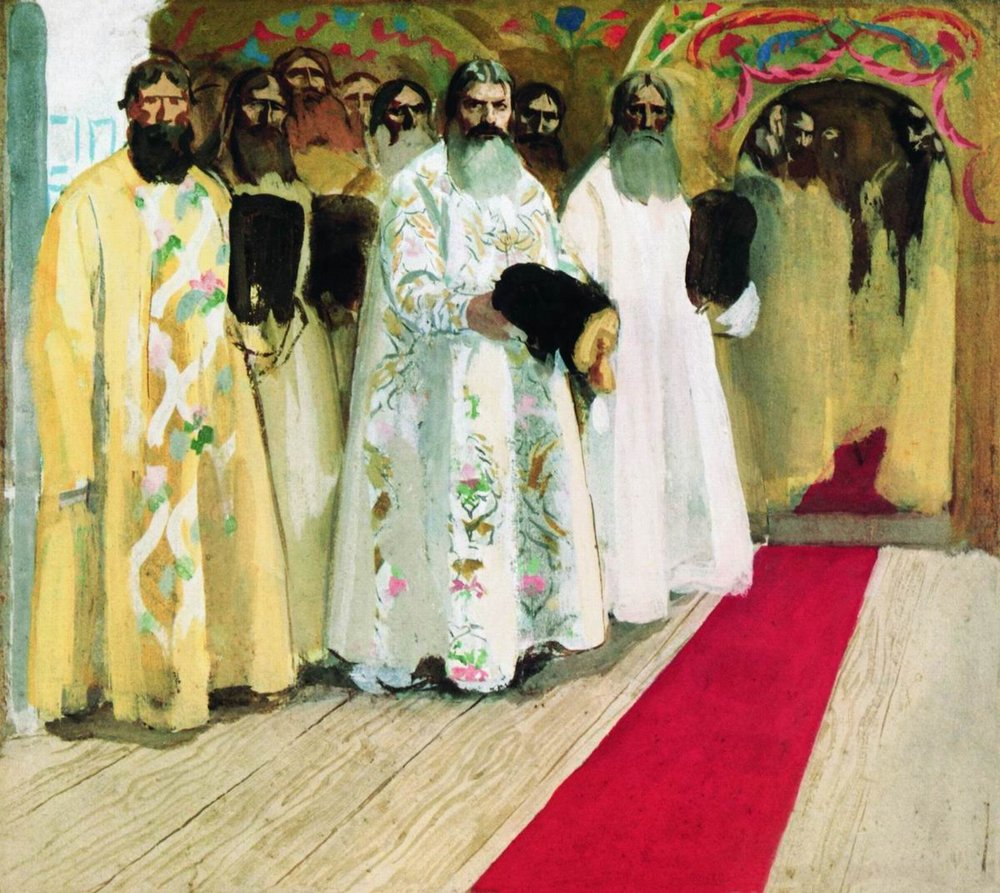
Warten auf den Eintritt des Zaren (1901)

- Bauernhochzeit (Крестьянская свадьба) (1880)
- Hochzeitszug in Moskau (Свадебный поезд в Москве)
- Russische Frauen des 17. Jahrhunderts in der Kirche (Русские женщины XVII столетия в церкви) (1899)
- Sitzung des Zaren Michail Fjodorowitsch mit den Bojaren in seinem Regierungszimmer (Сидение царя Михаила Федоровича с боярами в его государевой комнате)
- Moskauer Straße des 17. Jahrhunderts (Московская улица XVII века)
- Die Kaufmannsfamilie (Семья купца)
- Auf dem Dorf (В деревне)
- Berufung des Apostels Matthäus (Призвание апостола Матфея)